# Cortelliar
Cortelliar (Kortalaiyaru) és un riu de Tamil Nadu, Índia.
Neix al dipòsit de Kaveripak i després de creuar unes comarques desaigua al rierol Ennur a uns 20 km al nord de Chennai. Aquest riu era una de les principals fonts per l'aigua de la ciutat Madras. Els seus afluents són el Mahendranadi, Sappur, Tritani i Nagari.
A la vora del riu va ser derrotat el general Baillie per Haidar Ali de Mysore el 1780.